# Akersgata
Akersgata est une rue d'Oslo qui va de la citadelle d'Akershus à Hammersborg, où elle se divise en Akersveien et Ullevålsveien.
Akersgata mesure environ 900 mètres de long et suit Akerryggen, la crête qui commence à Akersneset et continue vers le nord le long de Hammersborg jusqu'à l'église Gamle Aker. C'est la rue la plus haute de la région qu'elle traverse jusqu'à Hammersborg (à Arne Garborgs plass).
Vers 1300, la route entre Akersneset (où se trouve la forteresse d'Akershus) et la ferme et l'église d'Aker (aujourd'hui l'église Gamle Aker) passait là où se trouvent aujourd'hui Akersgata et Akersveien. Akersgata fait partie du plus ancien développement urbain de l'époque de Christian IV et a été appelée Aggersgaden dès sa construction, probablement parce qu'elle suivait l'ancienne route d'Aker. Cependant, la route, qui était auparavant continue, a été interrompue par les remparts qui entouraient la ville, et la partie inférieure, à l'intérieur des remparts, a été appelée pendant un certain temps Nordre gade. Ce n'est que vers 1730, après le démantèlement des remparts, que la liaison a été rétablie. La partie située au nord de Grensen (la rue) s'appelait Agers Gade jusqu'à la frontière avec la banlieue de Hammersborg, où elle fut rebaptisée Agersveien. Au sud de Grensen, elle s'appelait encore Nordre Gade, jusqu'à ce que toute la partie allant de Kontraskjæret à Hammersborg soit baptisée Agersgaden vers 1845.
À l'intersection avec Karl Johans gate, l'étroite rue « Svinesund » rappelle que la route au nord des remparts n'était pas réglementée par une largeur de rue standard. C'est là que se sont développés les faubourgs non réglementés de Grændsen.
Akersgata est la rue des journaux d'Oslo, où la plupart des grands journaux de la ville sont ou ont été installés. Dagbladet a déménagé sa rédaction à Havnelageret au printemps 2008. Aftenposten, anciennement connu sous le nom de « tanta i Akersgata », qui a déménagé dans de nouveaux locaux à Posthuset en 2003, est revenu à Akersgata en 2014 et est maintenant situé à Akersgata 55, dans le même bâtiment que VG. 